# Divan (pesniška zbirka)
Divan je pesniška zbirka Milana Vincetiča. Zbirka je izšla leta 1993 pri založbi Pomurski založbi.

## Vsebina
Delo ima tipično strukturo Vincetičevih pesniških zbirk - sedem ciklov s po sedmimi pesmimi. Zbrika se začne z uvodno (Sanje po ženski noči) in sklene z zaključno pesmijo (Sanje po moški moči). 
Sestava kitic je podobna tisti v pesniški zbirki Tajmir, prav tako tema pesmi. Avtor na prvo mesto postavi svoj obstoj, ki ga ne raziskuje več na lahkoten, igriv način, ampak pod vplivom trpkih in mračnih občutij.